# مايكل ديفيس
مايكل ديفيس (بالإنجليزية: Michael Davis)‏ ولد 1 أغسطس 1961، هو مخرج وكاتب سيناريو بريطاني. من أفلامه فيلم الرعب Monster Man وفيلم الحركة شوتم أب بطولة كلايف أوين وبول جياماتي.

## أفلامه

### كمخرج وكاتب
| الفيلم               | العام |
| -------------------- | ----- |
| Eight Days a Week    | 1997  |
| 100 Girls            | 2000  |
| 100 امرأة (بي بي سي) | 2002  |
| Monster Man          | 2003  |
| شوتم أب              | 2007  |

### ككاتب فقط
| الفيلم         | العام |
| -------------- | ----- |
| Double Dragon  | 1994  |
| Prehysteria! 2 | 1994  |
| Prehysteria! 3 | 1995  |

## وصلات خارجية
- مايكل ديفيس على موقع IMDb (الإنجليزية)
- مايكل ديفيس على موقع ألو سيني (الفرنسية)
- مايكل ديفيس على موقع قاعدة بيانات الأفلام السويدية (السويدية)
- مايكل ديفيس على موقع قاعدة بيانات الفيلم (الإنجليزية)
- مايكل ديفيس على موقع كينوبويسك (الروسية)

صفحته على IMDB